# Bartolomeo Montagna

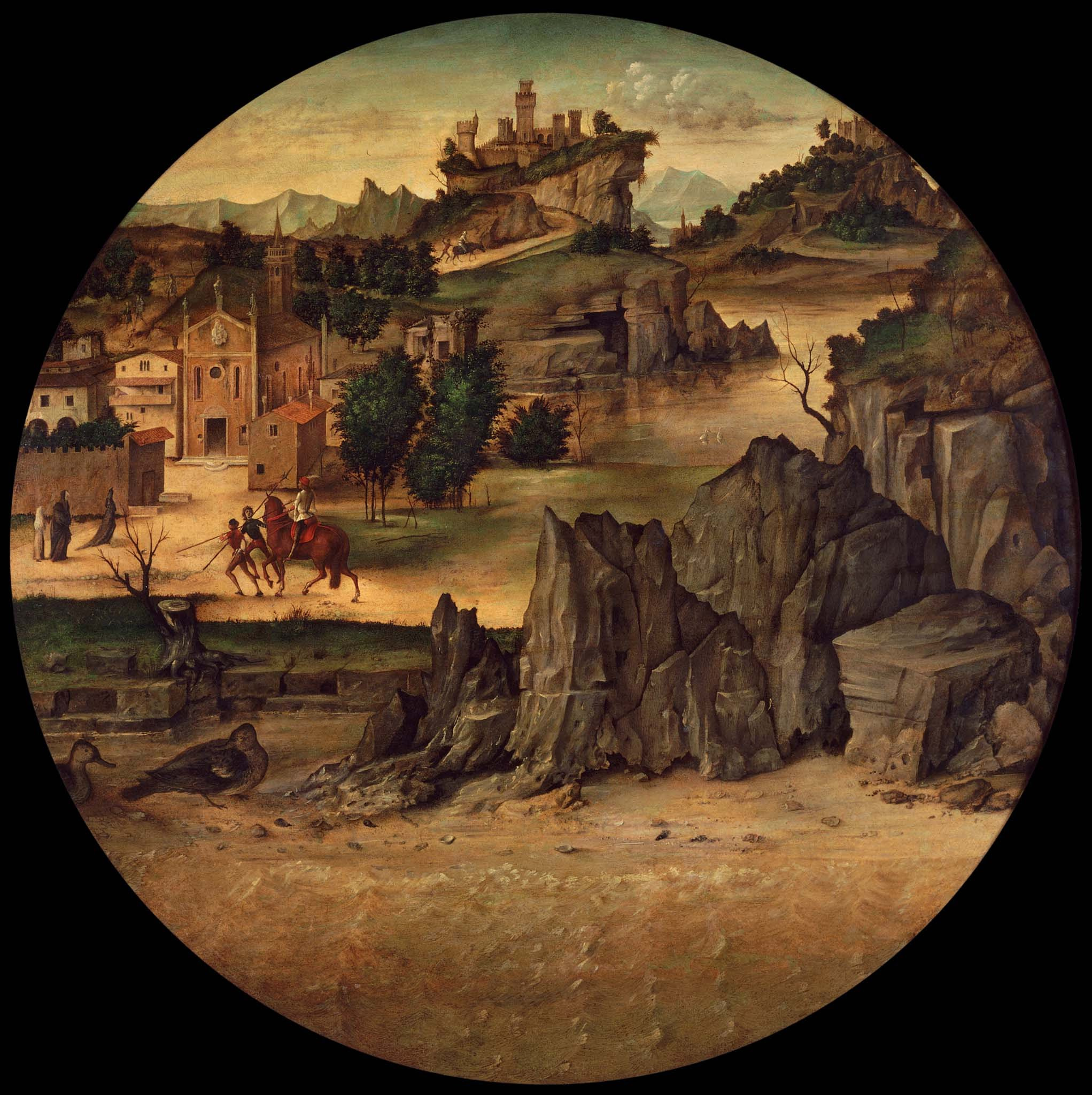
Tájkép kastélyokkal

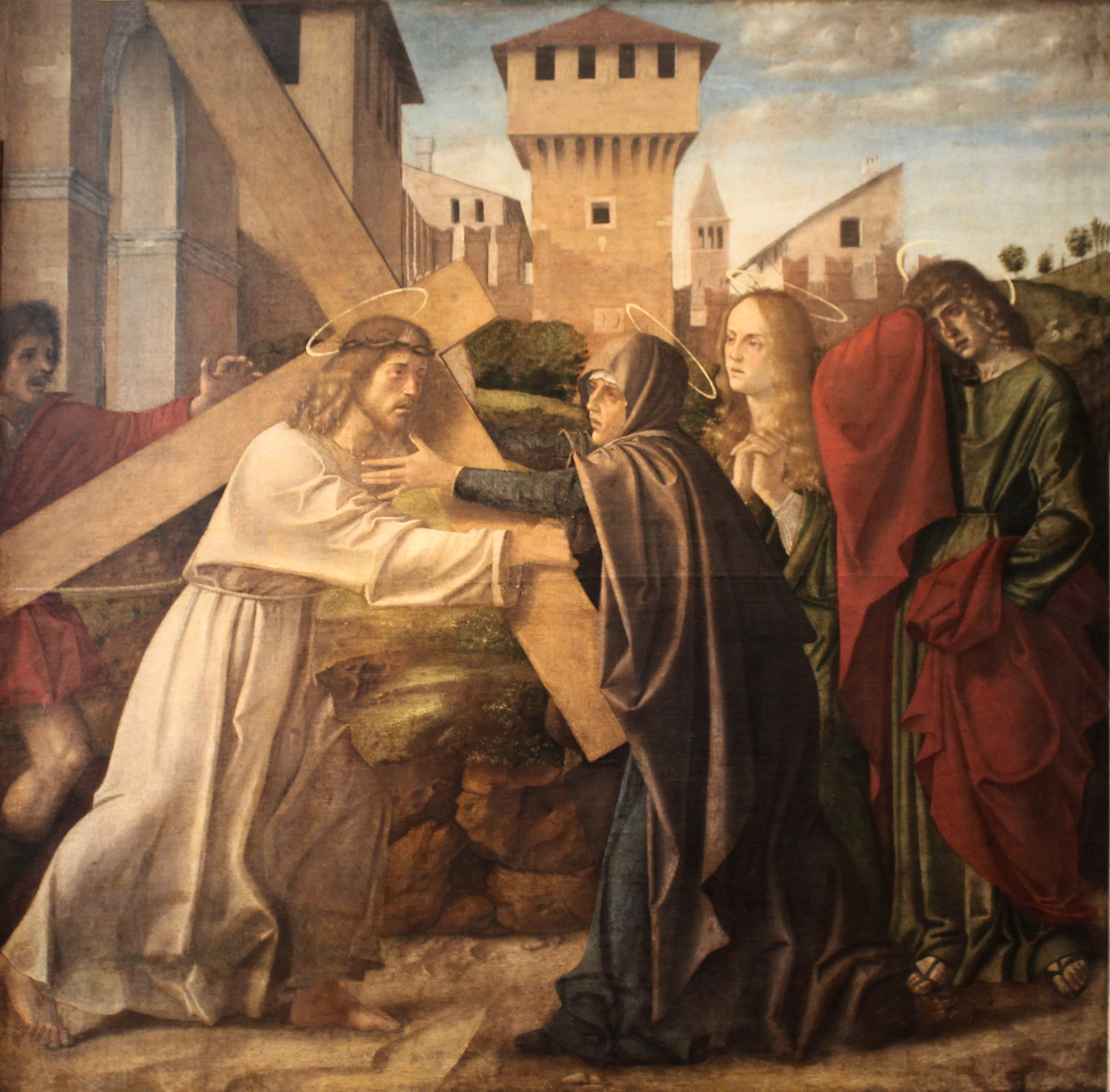
Keresztvitel

Bartolomeo Montagna (Orzinuovi (Brescia mellett), 1450 körül – Vicenza, 1523. október 11.) olasz festő. 

## Életpályája
Pontos születési dátumát nem ismerjük. Bartolomeo Cincani néven született, és csak később változtatta meg a nevét Bartolomeo Montagnára. Létezésének első nyoma 1459-ből származik, ahol őt kiskorúként említik. A vele kapcsolatos  első írásbeli dokumentumon 1480-ban már felnőttként, tanúként szerepel.
Élete javát Vicenzában töltötte. Rövidebb ideig működött továbbá Velencében (1482), Bassanóban, Padovában és Veronában. Alvise Vivarini tanítványa volt. Művészi fejlődésére hatott azonban Mantegna, Carpaccio és Gentile Bellini is.
Elsősorban vallási tárgyú képeket festett. Freskóképei nagyrészt elpusztultak. Oltárképei – melyek többnyire a szentek között trónoló Madonnát ábrázolják – kompozíciója Giovanni Bellinire emlékeztet. Ragyogó színezésük azonban teljesen Montagna sajátja.

## Főbb művei
- Szentek között trónoló Madonna (1489, milanói Brera-képtár)
- Madonna szentek között (1500, berlini múzeum)
- Szt. Magdolna (Vicenza, S. Corona-templom)
- Ecce homo (Páris, Louvre)
- Pieta (Monte Berico, Vicenza mellett)